# Göztepe SK
A Göztepe Spor Kulübü egy török sportegyesület İzmir városában.

## Sikerlista
- Török első osztály:
  - Bajnok (1): 1950
  - Második (1): 1942
- Török másodosztály:
  - Bajnok (4): 1977-78, 1980-81, 1998-99, 2000-01
  - Második (2): 1989-90, 1990-91
- Török harmadosztály:
  - Bajnok (2): 2010-11, 2014-15
  - Második (1): 2013-14
- Török negyedosztály:
  - Bajnok (1): 2008-09
- Török kupa:
  - Győztes (2): 1968-69, 1969-70
  - Döntős (1): 1966-67
- Török szuperkupa:
  - Győztes (1): 1970
  - Döntős (1): 1969

## Jelenlegi játékosok
2022. október 18-án frissítve.

| #  |     | Poszt | Név                                                   |
| -- | --- | ----- | ----------------------------------------------------- |
| 3  | BIH | V     | Marko Mihojević                                       |
| 4  | TUR | V     | Emir Ortakaya (kölcsönben a Fenerbahçe csapatától)    |
| 5  | GER | V     | Lukas Gottwalt                                        |
| 6  | GER | KP    | Mesut Kesik (kölcsönben a Hertha BSC csapatától)      |
| 7  | TUR | KP    | Yasin Öztekin                                         |
| 8  | ENG | KP    | Romal Palmer                                          |
| 9  | TUR | CS    | Hüsamettin Yener                                      |
| 10 | TUR | KP    | Emre Çolak                                            |
| 11 | GHA | KP    | Isaac Atanga (kölcsönben a Cincinnati csapatától)     |
| 12 | TUR | V     | İsmail Köybaşı                                        |
| 13 | TUR | K     | Arda Özçimen                                          |
| 14 | BIH | KP    | Ajdin Hasić (kölcsönben a Beşiktaş csapatától)        |
| 15 | BEL | V     | Dino Arslanagić                                       |
| 17 | TUR | K     | Ekrem Kılıçarslan (kölcsönben a Gaziantep csapatától) |
| 19 | TUR | V     | Yunus Emre Gedik                                      |
| 20 | TUR | V     | Tarık Çamdal                                          |

| #  |     | Poszt | Név                                                      |
| -- | --- | ----- | -------------------------------------------------------- |
| 21 | TUR | KP    | Emirhan Delibaş (kölcsönben a Beşiktaş csapatától)       |
| 23 | NGA | CS    | Kenneth Mamah                                            |
| 26 | TUR | K     | Berkin Özgür                                             |
| 27 | AUT | CS    | Marko Kvasina                                            |
| 30 | TUR | KP    | Yalçın Kayan                                             |
| 32 | TUR | KP    | İzzet Furkan Malak                                       |
| 33 | TUR | V     | Atınç Nukan                                              |
| 42 | TUR | KP    | Cengizhan Şen                                            |
| 43 | SLO | KP    | David Tijanić                                            |
| 46 | TUR | KP    | Tuğbey Akgün                                             |
| 52 | TUR | V     | Uğur Kaan Yıldız                                         |
| 63 | TUR | V     | Alihan Al                                                |
| 77 | TUR | KP    | Efe Can Saçıkara                                         |
| 80 | TUR | KP    | Berkay Atay                                              |
| 99 | TUR | CS    | Ali Akman (kölcsönben az Eintracht Frankfurt csapatától) |